# ناحیه الصافیة
ناحیهٔ الصافیة (به عربی: مدیریة الصافیة) یک ناحیه در یمن است که در صنعا واقع شده‌است. ناحیهٔ الصافیة ۱۰۹٬۱۰۹ نفر جمعیت دارد.